# Serge Tcherepnin
Serge Tcherepnin (* 2. Februar 1941 in Paris) ist ein US-amerikanischer Komponist russisch-chinesischer Herkunft.

## Leben
Der Sohn des Komponisten Alexander Nikolajewitsch Tscherepnin hatte zunächst Unterricht in Harmonielehre bei Nadia Boulanger und studierte von 1958 bis 1963 an der Harvard University bei Leon Kirchner und Billy Jim Layton. 1961 nahm er bei den Darmstädter Ferienkursen Unterricht bei Luigi Nono. Er studierte dann in Europa bei Pierre Boulez, Herbert Eimert und Karlheinz Stockhausen. 
Zwischen 1966 und 1968 arbeitete er beim Studio für elektronische Musik der Hochschule für Musik Köln. Seit 1968 leitete er das Elektronische Studio der New York University, seit 1970 unterrichtete er Komposition und elektronische Musik an der School of Music in Valencia/Kalifornien. Später befasste er sich auch mit der Entwicklung von Synthesizern und gründete die Firma Serge Modular Music Systems. Nach dem Verkauf der Firma kehrte er nach Frankreich zurück.
Er komponierte Werke für Tonband und elektronische Instrumente, Multimedia-Werke, kammermusikalische Stücke, ein Kaddish für Sprecher und Kammerensemble (1962, auf einen Text von Allen Ginsberg) sowie Stücke für Saxophon und für Klavier.
Auch sein Bruder Ivan Tcherepnin (* 5. Februar 1943 in Paris, † 11. April 1998) wurde als Komponist bekannt.
| Personendaten    | Personendaten               |
| ---------------- | --------------------------- |
| NAME             | Tcherepnin, Serge           |
| KURZBESCHREIBUNG | US-amerikanischer Komponist |
| GEBURTSDATUM     | 2. Februar 1941             |
| GEBURTSORT       | Paris                       |